# SOMEBODY'S NIGHT
「SOMEBODY'S NIGHT」（サムバディーズ・ナイト）は、1989年4月26日に発売された矢沢永吉の25枚目のシングル。

## 概要
表題曲は矢沢がイメージキャラクターを務めた「AXIA」（富士フイルム）のCMソングとして使用された。
発売日当日に、フジテレビ系『夜のヒットスタジオDELUXE』に初出演した。

## 収録曲
全作曲：矢沢永吉
1. SOMEBODY'S NIGHT
  - 作詞:売野雅勇[1]
  - AXIA ビデオテープ・イメージソング
2. アゲイン
  - 作詞:大津あきら

## 販売形態
| 規格  | 発売日        | リリース             | 品番      |
| ----- | ------------- | -------------------- | --------- |
| EP    | 1989年4月26日 | EAST WORLD / 東芝EMI | RT07-2333 |
| CT    | 1989年4月26日 | EAST WORLD / 東芝EMI | ZX10-6333 |
| 8cmCD | 1989年4月26日 | EAST WORLD / 東芝EMI | XT10-2333 |